# Route nationale 6 (Bénin)
Pour les articles homonymes, voir Route nationale 6.
La route nationale 6 (RN 6) est une route béninoise allant de Djougou à Nikki. Sa longueur est de 182 km.

## Tracé
- Département de Donga
  - Djougou
  - N'Dali
- Département de Borgou
  - Nikki